# Платяной педикулёз
Платяной педикулёз (лат. Pediculosis corporis) — энтомоз из группы сифункулятозов, вызванный вошью Pediculus Humanus Corporis, и характеризующийся зудом.

## Этиология
Возбудитель — Платяная вошь Pediculus Humanus Corporis (сем. Pediculidae, отр. Phthiraptera) — облигатный эктопаразит, гематофаг. Размер паразитов — до 5,0 мм: самцы от 2,1 до 3,75 мм, самки — от 2,2 до 4,75 мм. Средняя продолжительность жизни взрослых особей вшей — 35-45 дней. В течение жизни 1 самка откладывает до 400 яиц. Платяные вши остаются жизнеспособными вне человека  2-3 суток, при понижении температуры — до 7 суток.
Ротовой аппарат насекомого-паразита представляет собой колющие иглы, заключенные в выворачивающуюся из ротовой полости мягкую трубку (хоботок), края которой плотно прижимаются к прокалываемой коже. Кровососание осуществляется за счет мышечных сокращений глоточного насоса и глотки. В слюне вшей содержится фермент, препятствующий свертыванию крови.
Из короткого пищевода кровь поступает в сильно растягивающийся желудок. Обычно взрослая особь выпивает от 1 до 3 мкл (0,001—0,003 мл) крови.
Заражение происходит при тесном бытовом контакте, при использовании заражённых вшами вещей, постельного белья. Чаще болеют малоимущие, люди не имеющие постоянного жилья и т. д.

## Клиническая картина
Платяная вошь обычно паразитирует на одежде человека. При этом она живёт и откладывает яйца (гниды) в складках одежды и на её ворсе, а питается временно переходя с одежды на кожный покров.
Эти вши поражают участки кожи, которые контактируют со складками белья (область шеи, между лопатками, область поясницы). Обычно, платяная вошь переходит на тело человека только для сосания крови. Обычно вши локализуются на пояснице, плечах, шейной области, верхней части спины, пахово-бедренной складке, животе, подмышечной впадине.
При данной инфекции, на коже можно заметить эритематозно-папулёзные высыпания в виде ограниченных очагов. Имеются экскориации.
Возникают сосудистые синюшные пятна в местах укусов, папулёзные, уртикарных элементов, капилляритов. Наблюдается нестерпимый зуд; появляются эктимы, вторичные пиогенные элементы, фолликулиты, пустулы, развивается фурункулёз. При длительно протекающем процессе и наличии постоянного зуда, экскориаций появляется утолщение кожных покровов, лихенификация с жёлто-коричневыми изменениями кожных покровов и последующей гипопигментацией или гиперпигментацией. На месте экскориаций возможно развитие белых рубцовых изменений.
При вшивости туловища нередко наблюдается пиодермия, на поражённых участках кожи отмечается гиперпигментация. При существующей годами вшивости, развивается изменение кожи, которое получило название «болезнью бродяг» — кожа становится толстой, грубой, гиперпигментированной, особенно в области поясницы и лопаток, плеч, внутренней поверхности бёдер.

## Перенос инфекций платяными вшами
Укусы платяных вшей заражают человека эпидемическим сыпным тифом, волынской лихорадкой и вшиным возвратным тифом. 
Считается, что в 1909 году Шарль Николь в опытах по заражению платяных вшей на больных сыпным тифом обезьянах впервые установил, что вши являются переносчиком сыпного тифа. Однако в отечественной литературе[уточнить] встречаются описания того, что этот факт был установлен ещё почти за два десятилетия (в 1892 году) до опытов Николя, профессором Киевского университета Г. Н. Минхом.
Волынская лихорадка, вызываемая риккетсиями (R. quintana), которые размножаются внеклеточно в кишечнике вшей и выделяются с продуктами их жизнедеятельности, испражнениями, также передаётся вшами при раздавливании этих насекомых или при втирании их испражнений, риккетсии попадают на кожные покровы и далее в кровь через ссадины, травмированные кожные покровы, расчёсы.

## Лечение
Диагноз ставят на основании обнаружения вшей или гнид.
Для уничтожения паразитов используют педикулицидные средства. Необходима санитарная обработка (моют тело горячей водой с дегтярным мылом), дезинсекцию белья, одежды, постельных принадлежностей и жилых помещений. При зуде протирают кожу 2—3 раза в день 4% карболовым или 1% ментоловым спиртом в течение 7—10 дней.
Прогноз обычно благоприятный. Возможно заражение от вшей трансмиссивными болезнями.